# Kacper Guzik
Kacper Guzik (ur. 6 kwietnia 1993 w Nowym Targu) – polski hokeista, reprezentant Polski.
Jego brat Konrad (ur. 1988) i siostra Monika, także zostali hokeistami. Jego szwagrem został inny hokeista Grzegorz Pasiut.

## Kariera klubowa
- Honeybaked (2006-2007)
- Little Caesars Detroit (2007-2010)
- Michigan Warriors (2011-2012)
- HC GKS Katowice (2012)
- GKS Tychy (2012-2013)
- Donbas Donieck / Mołoda Hwardija Donieck (2013)
- GKS Tychy (2013-2015)
- Cracovia (2015-2016)
- Orlik Opole (2016-2017)
- GKS Tychy (2017-2018)
- Saale Bulls Halle (2018)
- Podhale Nowy Targ (2018-2021, 2022-)

Wychowanek MMKS Podhale Nowy Targ. Od 2006 przebywał w Stanach Zjednoczonych i grał w drużynach juniorskich. Początkowo w drużynie Honeybaked, a od 2007 w Little Caesars Detroit w lidze MWEHL.
W latach 2008–2011 przebywał w USA. W tym czasie jego agentem był Kordian Wolski (brat hokeisty Wojtka). Do grudnia 2011 był zawodnikiem Michigan Warriors w lidze NAHL. W połowie 2012 wrócił do Polski. Latem 2012 przebywał na testach w ukraińskim klubie Berkut Kijów, jednak nie uzyskał angażu. Od początku sezonu 2012/2013 do końca listopada 2012 grał w drużynie HC GKS Katowice. 19 grudnia 2012 został zawodnikiem GKS Tychy. W kwietniu 2013 podpisał umowę wstępną z ukraińskim klubem Donbas Donieck (jego pozyskanie prowadził tamtejszy trener i były zawodnik Podhala, Serhij Witer), po czym został zawodnikiem klubu, związanym rocznym kontraktem. Następnie został przekazany do juniorskiej drużyny klubu, Mołodaja Hwardija, która została przyjęta do rozgrywek rosyjskich MHL. Wraz z nią uczestniczył w przygotowaniach do sezonu. W ich trakcie rozwiązał obowiązującą go umowę i powrócił do GKS Tychy. Od kwietnia 2015 zawodnik Cracovii. Od lipca 2016 zawodnik Orlika Opole. Od czerwca 2017 do stycznia 2018 po raz trzeci w karierze został zawodnikiem GKS Tychy. Wówczas został zawodnikiem niemieckiego klubu Saale Bulls Halle. W maju 2018 został zawodnikiem Podhala Nowy Targ w swoim rodzinnym mieście. Po sezonie 2020/2021 odszedł z klubu. We wrześniu 2021 ogłosi zakończenie kariery, którą wznowił latem 2022 w barwach Podhala.

## Kariera reprezentacyjna
W barwach reprezentacji Polski do lat 18 występował na mistrzostwach świata juniorów do lat 18 Dywizji I do lat 18 w 2008 i 2009 (na drugim turnieju był najmłodszym zawodnikiem). Z reprezentacją Polski do lat 20 wystąpił na mistrzostwach świata juniorów do lat 20 w 2013 (Dywizja I). Na turnieju MŚ do lat 20 Dywizji IB w Doniecku przyczynił się znacząco do zwycięstwa i awansu reprezentacji (wraz z nim skuteczne trio w ataku współtworzyli Adam Domogała i Filip Starzyński, łącznie trójka zdobyła 11 goli i 27 punktów).

## Sukcesy
Reprezentacyjne

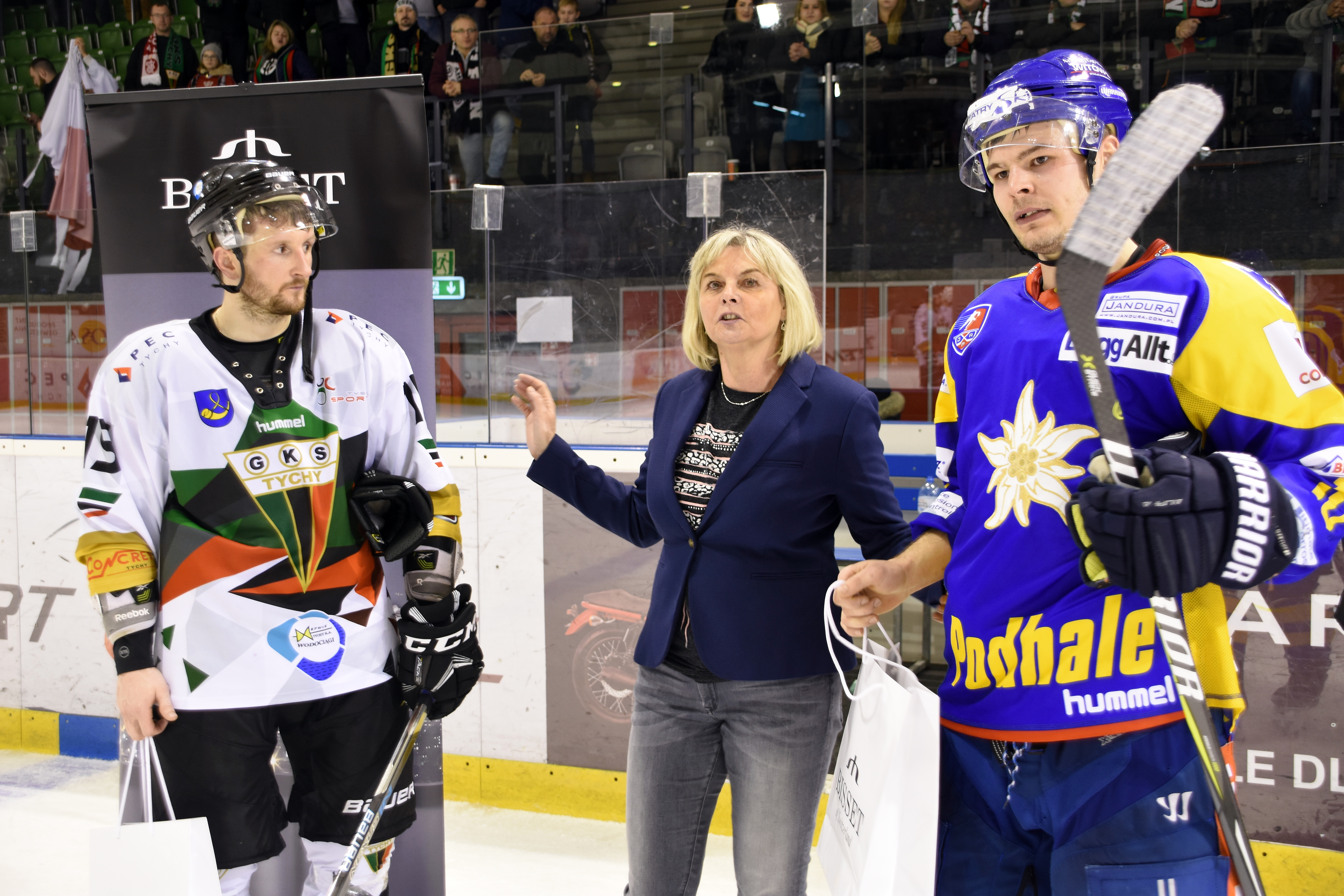
Kacper Guzik (z prawej) w barwach Podhala w 2018

- Awans do MŚ do lat 20 Dywizji I Grupy A: 2013

Klubowe
- Brązowy medal mistrzostw Polski: 2013 z GKS Tychy
- Srebrny medal mistrzostw Polski: 2014 z GKS Tychy
- Puchar Polski: 2014 z GKS Tychy, 2015 z Cracovią
- Złoty medal mistrzostw Polski: 2015 z GKS Tychy, 2016 z Cracovią
- Finał Superpucharu Polski: 2017 z GKS Tychy

Indywidualne
- Mistrzostwa świata do lat 18 w hokeju na lodzie mężczyzn 2009/I Dywizja#Grupa A:
  - Pierwsze miejsce w klasyfikacji strzelców turnieju: 6 goli[26]
  - Drugie miejsce w klasyfikacji kanadyjskiej turnieju: 10 punktów[27]
  - Drugie miejsce w klasyfikacji kanadyjskiej turnieju: +6[28]
  - Pierwsze miejsce w klasyfikacji minut kar na turnieju: 35 minut[29]
- Mistrzostwa świata do lat 18 w hokeju na lodzie mężczyzn 2010/I Dywizja#Grupa A:
  - Pierwsze miejsce w klasyfikacji minut kar na turnieju: 45 minut
- Mistrzostwa Świata Juniorów w Hokeju na Lodzie 2013/I Dywizja#Grupa B:
  - Hat trick w decydującym meczu z Włochami (3:2)[30]
  - Pierwsze miejsce w klasyfikacji strzelców turnieju: 8 goli[31]
  - Pierwsze miejsce w klasyfikacji kanadyjskiej turnieju: 11 punktów[32]
  - Pierwsze miejsce w klasyfikacji +/- turnieju: +7[33]
  - Najlepszy zawodnik reprezentacji na turnieju[34]
  - Najlepszy napastnik turnieju[35]
- Polska Hokej Liga (2014/2015):
  - Siódme miejsce w klasyfikacji strzelców w sezonie zasadniczym: 18 goli

Wyróżnienia
- Najlepszy zawodnik sezonu wśród juniorów w plebiscycie "Hokejowe Orły": 2013[36]